# Edward Lascelles, 1.º Conde de Harewood
Edward Lascelles, 1º Conde de Harewood (7 de janeiro de 1740 - 3 de abril de 1820) foi um par britânico e membro do Parlamento.
Ele era filho de Edward Lascelles, um funcionário da Alfândega em Barbados. Com a morte de seu primo Edwin Lascelles, 1.º Barão Harewood, sem filhos, Edward herdou a fortuna da família Lascelles feitas nas Índias Ocidentais através de posições aduaneiras e comércio de escravos.
Ele sentou-se como Whig membro do Parlamento para Northallerton 1761-1774 e de 1790 a 1796. O último ano em que ele foi levantado para o pariato como Barão Harewood, de Harewood , no condado de York. Em 1812, ele foi ainda mais honrado quando ele foi feito Visconde Lascelles e Conde de Harewood, no condado de York.
Edward Lascelles casou com Anne Chaloner - em 12 de maio de 1761. Eles tiveram quatro filhos (c 1742 22 de fevereiro de 1805.):
- Lady Mary Anne Lascelles (d. 1831), casou-se com Richard Iorque.
- Edward Lascelles, Visconde Lascelles (c. 1767-1814), morreu solteira.
- Henry Lascelles, 2º Conde de Harewood (1767-1841)
- Lady Frances Lascelles (c. 1777-1817), casou-se com Hon. John Douglas (1756-1818), filho de James Douglas, 14.º de conde de Morton e tiveram filhos.

## Estilos de endereço
- 1740-1761: Mr Edward Lascelles
- 1761-1774: Mr Edward Lascelles MP
- 1774-1790: Mr Edward Lascelles
- 1790-1796: Mr Edward Lascelles MP
- 1796-1812: O honorável direito The Lord Harewood
- 1812-1820: O honorável direito o conde de Harewood